# Pont Ferroviaire Saint-Laurent
Der Pont Ferroviaire Saint-Laurent, auch St. Lawrence Railway Bridge oder Lachine (Rapids) Bridge, ist eine zweigleisige Eisenbahnbrücke über den Sankt-Lorenz-Strom im Süden der Provinz Québec, Kanada. Die Fachwerkbrücke verbindet den südlichen Stadtteil LaSalle von Montreal mit Kahnawake am Südufer des Flusses. Hier quert die Eisenbahnstrecke der Canadian Pacific Railway (CPR) zudem den Sankt-Lorenz-Seeweg mittels zweier Hubbrücken. Parallel zur Eisenbahnbrücke verläuft die Straßenbrücke Pont Honoré-Mercier, die die Route 138 über die Wasserwege führt.
Eine erste eingleisige Brücke entstand hier 1885–1887 durch die Atlantic and North West Railway, die zur direkten Verbindung der Eisenbahnnetze der kanadischen Provinz Québec mit den Seeprovinzen geplant und ab 1886 an die CPR verpachtet war. Eine Verbindung zwischen Montreal und Saint John an der Ostküste in New Brunswick konnte 1889 in Betrieb genommen werden. Mit der Zunahme des Verkehrs und der Gewichte der immer leistungsstärkeren Dampflokomotiven kam die Brücke Anfang des 20. Jahrhunderts an ihre Belastungsgrenze. Die CPR ließ 1910–1913 die Brückenpfeiler verbreitern und ersetzte den Überbau bei laufendem Betrieb durch zwei neue parallel verlaufende eingleisige Fachwerkbrücken aus Stahl. Der Bau des Sankt-Lorenz-Seewegs in den 1950er Jahren, entlang des Südufers des Sankt-Lorenz-Stroms, bedingte für den Eisenbahnverlauf den Bau zweier zusätzlicher Hubbrücken kurz hinter dem Südende der Brücke. In den 1990er Jahren verkaufte die CPR einen Großteil ihrer Strecken an der Ostküste an regionale Eisenbahngesellschaften, sicherte sich aber durch den Erwerb der Central Maine and Quebec Railway Ende 2019 wieder eine Verbindung vom Hafen von Saint John über die Brücke nach Montreal, die sie für den intermodalen Güterverkehr verwendet. Seit den 2010er Jahren sind aber exo-Nahverkehrszüge von Montreal nach Candiac (exo-4) Hauptnutzer der Brücke.

## Geschichte
| Montreal |

| Québec |

| Mattawamkeag |

| Saint John |

| Québec |

| Ontario |

| New Brunswick |

| Neufundland und Labrador |

| Maine |

Die erste Brücke über den Sankt-Lorenz-Strom entstand mit dem Pont Victoria bis 1859 durch die Grand Trunk Railway (GTR). Dies ermöglichte der Eisenbahngesellschaft von Montreal aus die Expansion in die Seeprovinzen und nach Neuengland. Bis Ende der 1860er Jahre besaß die GTR das größte Eisenbahnnetz der Welt und war die dominierende Eisenbahngesellschaft in den kanadischen Provinzen. Da sie sich aber an der Erschließung der westlichen Provinzen durch eine transkontinentale Eisenbahnverbindung nicht beteiligen wollte, eine Bedingung von British Columbia für den Beitritt zur Kanadischen Konföderation, begann die Regierung in den 1870er Jahren selbst mit dem Bau, übertrug aber das Vorhaben 1881 auf die neugegründete Canadian Pacific Railway (CPR). Die Investoren und Geschäftsleute hinter der CPR wollten aber auch das Monopol der GTR im Osten brechen und sicherten sich 1879 mit der Gründung der Atlantic and North West Railway eine Konzession zum Bau einer eigenen Brücke über den Sankt-Lorenz-Strom und zum Bau oder Erwerb von Eisenbahnstrecken für eine direkte Verbindung vom Oberen See über kanadisches und US-amerikanisches Territorium zur Ostküste.

### Erste Brücke 1887
Als Standort für die Brücke wählte man die Südostseite der Île de Montréal, etwa fünf Kilometer flussaufwärts von den Lachine-Stromschnellen. Nach ersten gescheiterten Planungen wurde für die Konstruktion 1884 der erfahrene Brückenbauingenieur Charles Shaler Smith (1836–1886) engagiert. Es sollte das letzte große Bauprojekt von Smith werden, der unter anderem mit der Wabash Bridge (1871), der Government Bridge (1872) und der High Bridge (1877) drei der damals größten Fachwerkbrücken in Nordamerika gebaut hatte. Für die etwa einen Kilometer breite Flussquerung, mit starkem Eisgang im Frühjahr, entwarf er die erste Fachwerkbrücke mit Durchlaufträger. Damit waren größere Stützweiten bei geringerem Materialeinsatz und die Montage im Freivorbau ohne Hilfsgerüste möglich. Die Berechnung war aber aufgrund der statischen Unbestimmtheit eines Durchlaufträgers weitaus komplizierter als bei Einfeldträgern oder Gerberträgern, wodurch er kaum Anwendung fand. Dies zeigt sich auch in der Tatsache, dass es fast weitere 30 Jahre dauerte, bis das Prinzip erneut für eine große Fachwerkbrücke von Gustav Lindenthal aufgegriffen wurde, der es für den Entwurf der Sciotoville Bridge (1917) verwendete.

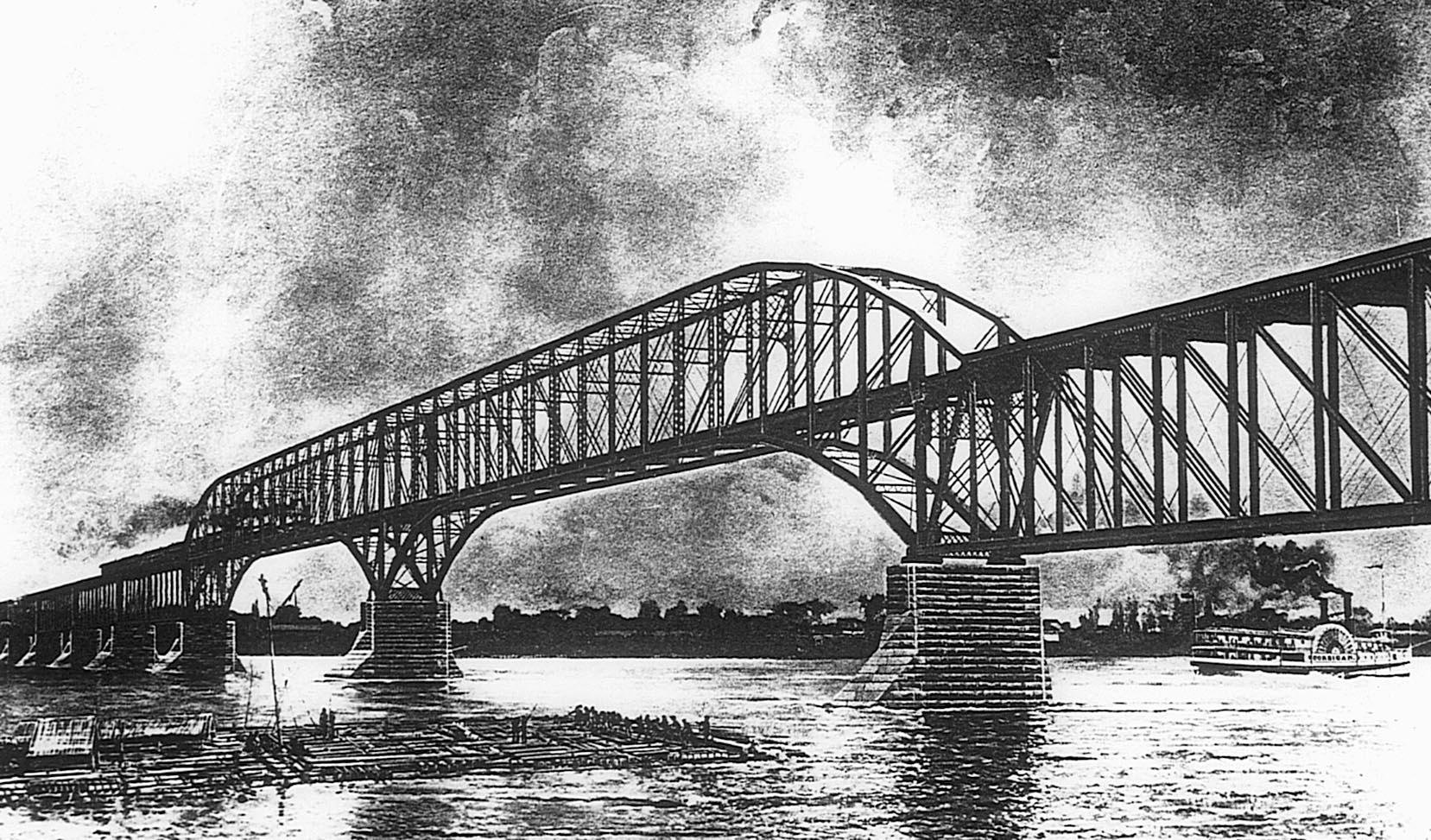
Die erste eingleisige Brücke mit Durchlaufträger, 1887

Smith wählte damals für den Hauptteil seiner Konstruktion einen 406 Meter langen Durchlaufträger über fünf Brückenpfeiler, mit Spannweiten von 2 × 124 Metern im Mittelteil. Besonderes Merkmal war die Führung der Gleisebene auf den Obergurten bei den beiden äußeren und auf den Untergurten bei den beiden inneren Brückenfeldern, wodurch über der Schifffahrtsrinne eine lichte Höhe von 18 Metern über Hochwasser realisiert werden konnte. Ergänzt wurde der Durchlaufträger durch insgesamt acht Fachwerkträger von 73 Meter Länge sowie vier kleinere Vollwandträger. Im Frühjahr 1885 wurde mit der Errichtung der 15 Brückenpfeiler begonnen und die Dominion Bridge Company aus Montreal montierte den von ihr gefertigten Überbau aus Schmiedeeisen und Stahl im Winter 1886/87. Die Fertigstellung der Brücke im September 1887 erlebte Smith nicht mehr, da er schon im Dezember 1886 im Alter von nur 50 Jahren verstarb. Während des Baus der Brücke kam die Atlantic and North West Railway 1885 offiziell durch einen Leasingvertrag unter die Kontrolle der CPR und erhielt im gleichen Jahr staatliche finanzielle Unterstützung für den Bau einer Eisenbahnstrecke vom Pont Ferroviaire Saint-Laurent nach Mattawamkeag in Maine. Dort bestand Anschluss via Maine Central Railroad an die Strecken der CPR in New Brunswick. Eine Verbindung zur Hafenstadt Saint John konnte 1889 in Betrieb genommen werden.

### Zweite Brücke 1913
Bis zur Fertigstellung der Québec-Brücke 1918 wurde mit der Coteau Railway Bridge 1890 nur eine weitere Brücke über den Sankt-Lorenz-Strom errichtet und der stetig zunehmende Eisenbahnverkehr aus der Provinz Québec Richtung Ostküste musste Anfang des 20. Jahrhunderts über eine der drei Brücken laufen. Zudem wurden die immer leistungsstärkeren Dampflokomotiven schwerer, wofür die meisten Brücken aus dem 19. Jahrhundert nicht ausgelegt waren. Auch die Brücken über den Sankt-Lorenz-Strom mussten daher erneuert werden, was die GTR beim Pont Victoria und der Coteau Railway Bridge bis 1898 bzw. 1910 und die CPR für ihren Pont Ferroviaire Saint-Laurent bis 1913 realisierte. Die CPR baute in diesem Zuge ihre Strecke von Montreal ostwärts nach Farnham zweigleisig aus und die Ingenieure mussten sich zudem eine Lösung für den Umbau in eine zweigleisige Brücke bei laufendem Betrieb überlegen, damit die etwa zwanzig Züge während der Tagstunden nicht behindert werden. Die Ausarbeitung der Konstruktion oblag dem Brückeningenieur der CPR Phillips Bathurst Motley (1871–1946), unterstützt durch den erfahrenen Ingenieur Charles Conrad Schneider (1843–1916), der schon die erste CPR Cisco Bridge und Stoney Creek Bridge für die CPR entworfen hatte. Beide entschieden sich für zwei separate parallel verlaufende Fachwerkbrücken, wobei nach der Fertigstellung der ersten (flussabwärts), der Verkehr auf diese transferiert und mit dem Austausch der alten Brücke (flussaufwärts) begonnen werden konnte. Zur Aufnahme der zwei neuen Brücken waren die Brückenpfeiler von 1887 allerdings zu schmal und mussten verbreitert werden. Die Bauarbeiten an den Pfeilern dauerten von Juni 1910 bis November 1911 und beinhalteten auch vier neue Pfeiler auf der Nordseite (3A bis 6A), wodurch vier der ursprünglich 73 Meter langen Spannweiten halbiert und die Kosten für den neuen Überbau gesenkt werden konnten; die restlichen Spannweiten blieben unverändert.
Für die Konstruktion der neuen Fachwerkbrücken wählten Motley und Schneider ausschließlich Einfeldträger. Das Problem der Errichtung der jeweils zwei größten Träger mit je 124 Meter Länge und einem Gewicht von 1170 Tonnen über der Schifffahrtsrinne, für die keine Hilfsgerüste im Fluss möglich waren, lösten sie durch die Montage auf den jeweils benachbarten Trägern und verschoben sie dann mit Hilfe eines schwimmenden Hilfspfeilers bis zum verbreiterten und erhöhten mittleren Pfeiler des ehemaligen Durchlaufträgers. Damit die senkrechte Bewegung des Hilfspfeilers in Bezug zur Strömung gewährleistet werden konnte, kamen mehrere Abspannungen mit Stahlseilen zur Anwendung, wofür Betonblöcke als Anker im Fluss versenkt wurden, mit insgesamt bis zu 70 Tonnen Gewicht pro Ankerstelle. Der Vorgang des Einschwimmens dauerte pro Träger 2–3 Stunden. Die Montage der neuen Überbauten durch die Dominion Bridge Company begann im März 1911 und dauerte bis November 1913.

### Entwicklung seit den 1930er Jahren
Mit der Eröffnung der Québec-Brücke 1918 entstand auch die erste permanente Straßenverbindung über den Sankt-Lorenz-Strom, der in den 1930er Jahren drei weitere in den Städten Québec und Montreal folgten. Dazu gehörte auch der parallel zum Pont Ferroviaire Saint-Laurent verlaufende Pont Honoré-Mercier, der 1934 fertiggestellt und 1963 durch eine weitere zweispurige Straßenbrücke verbreitert wurde. Die neuen Straßenbrücken waren Ausdruck des Aufkommens des motorisierten Individualverkehrs und der beginnenden Verlagerung des Personen- und Güterverkehrs von der Eisenbahn auf die Straße. Dies machte ab den 1960er Jahren die großen Bahnnetze in Nordamerika immer unrentabler und führte in der Folgezeit zu mehreren Insolvenzen und Fusionen der Eisenbahngesellschaften. Die CPR konnte sich als eigenständige Class-1-Bahngesellschaft behaupten, verkaufte aber mehrere unrentable Zweigstrecken an regionale Eisenbahngesellschaften. Dies betraf vor allem den Osten Kanadas, wo die CPR bis Ende der 1990er Jahre fast alle Strecken östlich des Sankt-Lorenz-Stroms veräußerte.

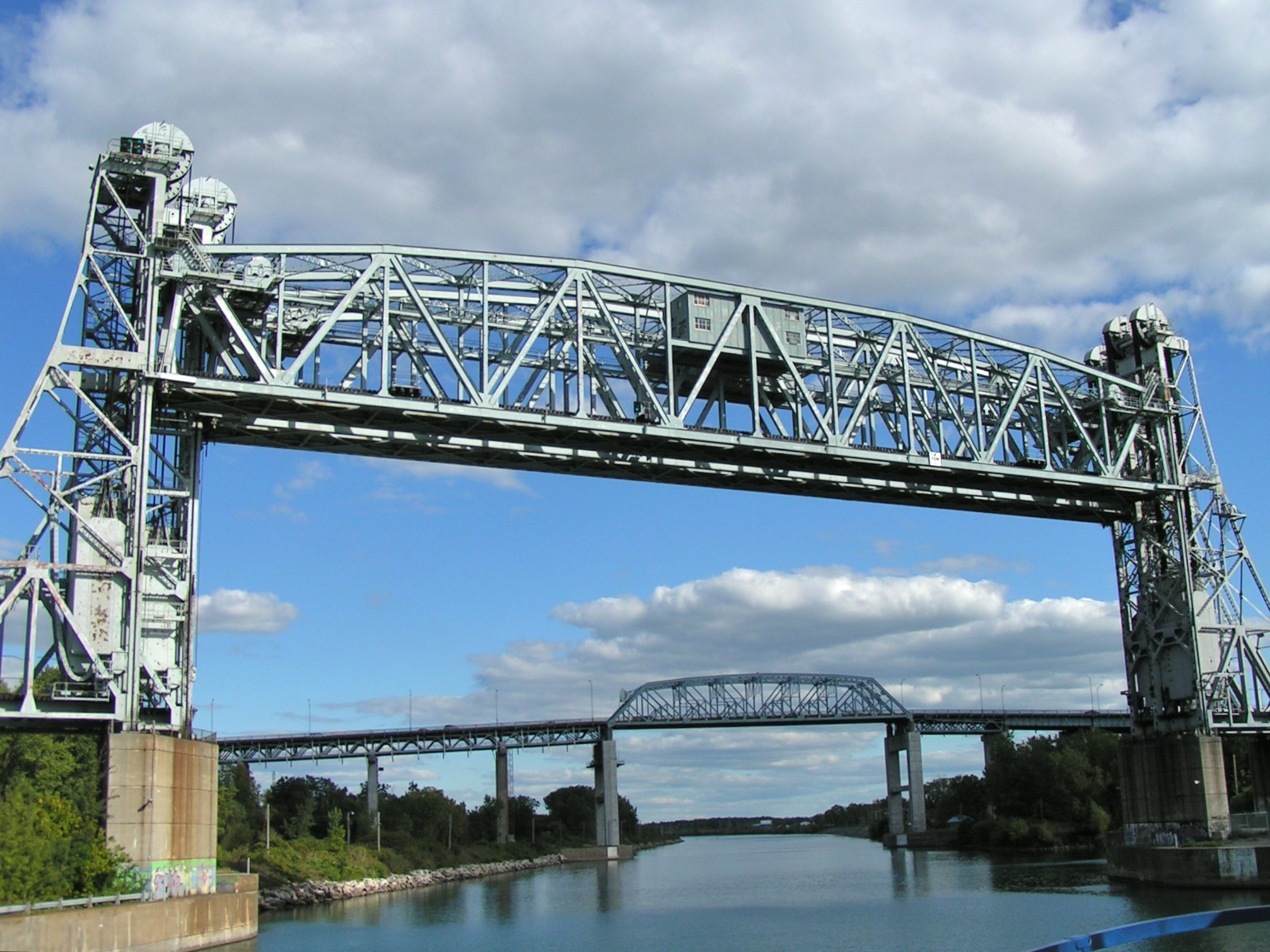
Die Hubbrücken über den Sankt-Lorenz-Seeweg (geöffnet), dahinter der Pont Honoré-Mercier, 2006

Den Personenverkehr stellte die CPR ab den 1960er Jahren zunehmend ein und übertrug ihn zusammen mit der Canadian National Railway 1978 vollständig an die staatliche VIA Rail Canada; in den USA gründete man dazu Amtrak. Die Fernverkehrszüge beider Gesellschaften, die von Osten aus Montreal erreichen, nutzen seither den Pont Victoria. Erst seit 2001 verkehren mit der Etablierung einer Nahverkehrsverbindung nach Candiac durch die Agence métropolitaine de transport (AMT), seit 2017 exo, wieder Personenzüge über den Pont Ferroviaire Saint-Laurent, die 2012 mit täglich 24 Zügen an den Wochentagen den Großteil des Verkehrsaufkommens ausmachten. Der Güterverkehr der CPR über die Brücke lag im gleichen Jahr bei durchschnittlich acht Zügen pro Tag. Ende 2019 erwarb die CPR die Central Maine and Quebec Railway und schuf damit wieder eine Verbindung vom Hafen von Saint John über die Brücke nach Montreal, die sie für den intermodalen Güterverkehr nutzt.

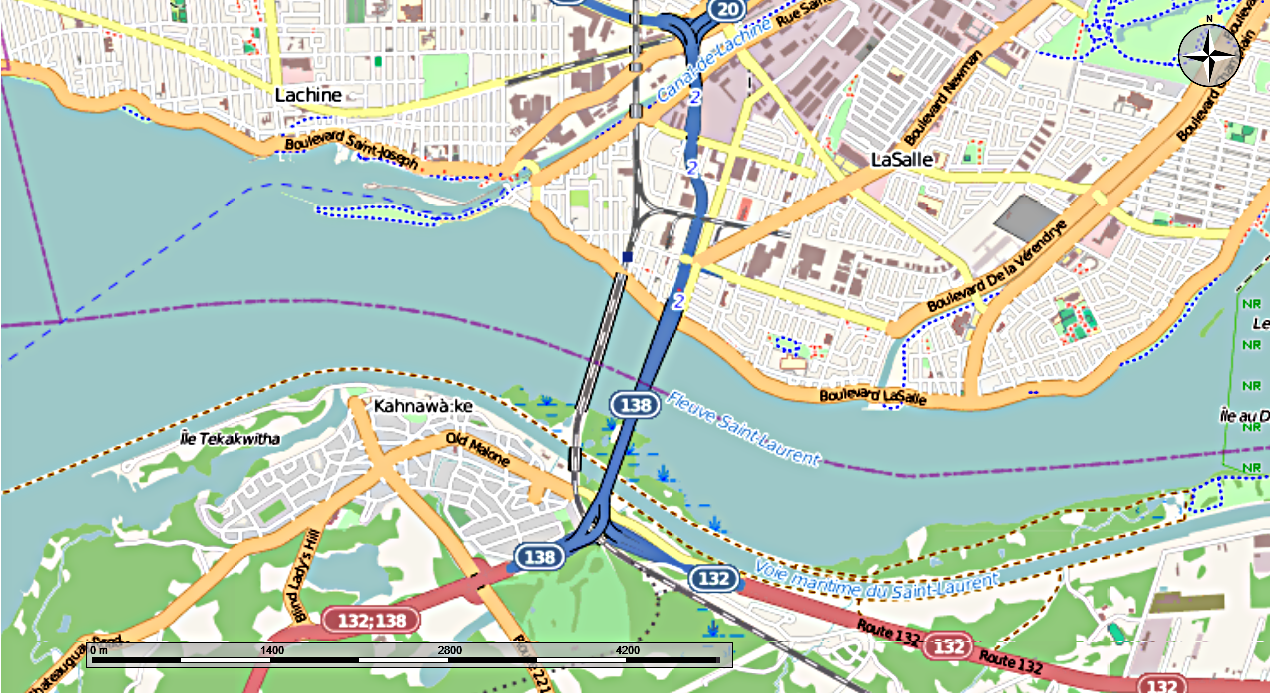
Verlauf der Eisenbahn- und Straßenbrücke, OSM-Karte von 2014

Zwischen 1951 und 1959 wurde mit dem Sankt-Lorenz-Seeweg eine Wasserstraße für Hochseeschiffe bis zur Seawaymaxklasse zwischen dem Oberen See und Montreal gebaut, die mit zahlreichen Kanälen und Schleusen ausgestattet ist und in Montreal dem Südufer des Sankt-Lorenz-Strom folgt. Dazu mussten alle kreuzenden Verkehrswege angepasst werden. Am südlichen Ende des Pont Ferroviaire Saint-Laurent und des Pont Honoré-Mercier entstand durch den Bau eine etwa 300 Meter breite und zwei Kilometer lange Insel zwischen Fluss und Kanal, von der aus für die Eisenbahnstrecke der CPR zwei eingleisige Hubbrücken über den Sankt-Lorenz-Seeweg errichtet wurden. 2012 passierten hier etwa 11 Schiffe täglich die Wasserstraße, die Öffnung der Brücken ist aber dem schienengebundenen Personenverkehr untergeordnet. Die Zufahrten zu den Straßenbrücken wurden hier soweit erhöht, dass diese für die Schiffe kein Hindernis darstellen.

## Beschreibung
Beim Pont Ferroviaire Saint-Laurent handelt es sich um zwei nahezu parallel verlaufende eingleisige Stahl-Fachwerkbrücken mit einer Gesamtlänge von je 1115 m. Beide Brücken sind identisch aufgebaut und gliedern sich in 17 Fachwerkträger und drei Vollwandträger, die bis auf die zwei Träger über der Schifffahrtsrinne das Gleis auf der Oberseite führen. Beginnend am südlichen Widerlager sind dies drei Vollwandträger mit Längen von 24 m gefolgt von 13 parallelgurtigen Fachwerkträgern mit Längen 3 × 37 m, 4 × 74 m und 1 × 82 m. Darauf folgen die beiden 124 m langen Halbparabelträger über der Schifffahrtsrinne mit unten liegendem Gleis, an die sich noch ein 82 m und ein 74 m langer parallelgurtiger Fachwerkträger zum nördlichen Widerlager anschließen. Das Gesamtgewicht des Stahl-Überbaus beträgt 12.922 t, der alte aus Eisen und Stahl aus dem Jahre 1887 wog demgegenüber nur 3719 t.
Die 1170 t schweren Halbparabelträger sind als spezielle Ständerfachwerke ausgeführt, bei denen durch zusätzliche Pfosten sowie zusätzliche Längs- und Querverstrebungen im unteren Bereich die Fachwerkfelder nochmals unterteilt und verstärkt werden. Diese Bauform wurde von der Pennsylvania Railroad entwickelt (Pennsylvania truss) und fand bis in die 1930er Jahre hauptsächlich für Eisenbahnbrücken Verwendung. Sie war bei höheren Traglasten im Design materialsparender als ältere Fachwerkskonstruktionen, was zur Minimierung des Eigengewichtes gerade bei großen Spannweiten von Bedeutung war. Die Konstruktionshöhe der Halbparabelträger beträgt im Scheitelpunkt knapp 18 m. Die restlichen Fachwerkträger sind als Strebenfachwerke mit Pfosten ausgeführt, wobei die sechs großen Träger Konstruktionshöhen von etwas über 10 m haben. Der Abstand der Fachwerke beträgt bei den acht längsten Trägern bezogen auf ihre Mittelachsen etwa 6 m. Da die kleineren Träger schmaler ausgeführt und dadurch in einem geringeren Abstand platziert werden konnten, reduziert sich der Gleisabstand von 8,2 m an der Südseite auf 5,0 m an der Nordseite; im Vordergrund standen hier geringere Kosten bei der Pfeilererweiterung während des Umbaus der Brücke in den 1910er Jahren.

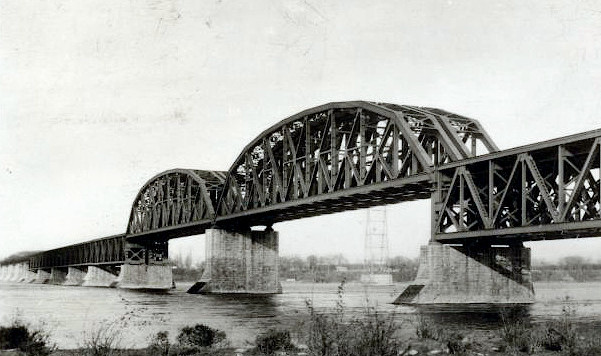
Die vier Halbparabelträger über der Schifffahrtsrinne, Blick in Richtung Montreal

Der Überbau beider Brücken wird von den beiden Widerlagern und 19 aus Sandstein gemauerten Pfeilern mit Betonfundamenten getragen, die mittels Senkkästen direkt auf dem Grundgestein errichtet wurden; im Bereich der Schifffahrtsrinne liegt dies etwa 9–12 m unter normalen Wasserstand. Durch den zweigleisigen Ausbau erreichen sie senkrecht zur Stromrichtung Breiten von bis zu 16 m und der mittlere Pfeiler zwischen den Halbparabelträgern ragt bis zu 18 Metern über Hochwasser empor, was in etwa der lichten Höhe unter den Trägern entspricht. Höhere Schiffe nehmen seit Ende der 1950er Jahre den 300 m südlich der Brücke verlaufenden Sankt-Lorenz-Seeweg, über den zwei parallele 180 m lange Hubbrücken führen. Die Brücken sind durch den nach Osten abbiegenden Streckenverlauf leicht versetzt und ermöglichen mit ihren jeweils 98,1 m langen beweglichen Fachwerkträgern eine lichte Höhe von 39 m im geöffneten Zustand.